# Partido Ucraniano Socialista-Revolucionario Borotbista
El Partido Borotbá fue un partido de base campesina nacionalista de izquierda en Ucrania. Fundado en mayo de 1918 después de la división del Partido Socialista Revolucionario de Ucrania por la cuestión del apoyo del poder soviético en Ucrania.
Adquiere su nombre el órgano central de difusión del partido, el periódico “Borotbá” (Lucha).
En marzo de 1919 toma el nombre de Partido Ucraniano Socialista-Revolucionario Borotbista (Comunista) (ucraniano: Українська партія соціалістів-революціонерів-боротьбістів (комуністів), Ukrayins’ka partiya sotsialistiv-revolyutsioneriv-borot’bistiv (komunistiv)). En agosto del mismo año, cambia el nombre a Partido Comunista Ucraniano (Borotbista) (Українська комуністична партія (боротьбистів), Ukrayins’ka komunistychna partiya (borot’bistiv)). Entre otros líderes, figuran Vasil Blakitny, Grigori Grinkó y Oleksandr Shumski.
Los borotbistas solicitaron dos veces su afiliación al Comité Ejecutivo de la Internacional Comunista. El 26 de febrero de 1920, la Internacional Comunista hace un llamamiento a los borotbistas para que disuelvan el partido y se funden con el Partido Comunista (Bolchevique) de Ucrania, el CP(b)U.
Los borotbistas en el congreso de mediados de marzo de 1920 tomaron la decisión de disolver el partido. Se aprobó en el Cuarto Congreso Panucraniano del Partido Comunista de Ucrania (bolchevique) la admisión de los borotbistas como miembros, llevado a cabo en Járkov entre el 17 y el 23 de marzo de 1920. Después de la disolución muchos borotbistas se unieron al Partido Comunista Ucraniano (conocidos como Ukapistas), en vez del partido bolchevique, que tenía lazos más estrechos con Moscú.